# Banksia grandis
Banksia grandis, comúnmrente conocida como banksia toro, banksia gigante o mangite, es un árbol común y distintivo en el suroeste de Australia Occidental.

## Descripción
La banksia toro usualmente crece como un árbol entre 5 y 10 metros de alto, pero puede lograr alturas de hasta 15 metros. También se le encuentra en la forma de un arbusto atrofiado y extendido, cerca de la costa sur y cuando se le encuentra entre rocas e granito.  Sus troncos son cortos, robustos y con frecuencia torcidos, con la corteza rugosa característica del género  Banksia.  Las hojas son muy distintivas; son muy grandes, llegando hasta 45 cm de largo y 11 centímetros de ancho, y consisten en una serie de lóbulos triangulares que se ubican justo atrás de la prominente vena central.  Color oscuro brilloso en el haz, tienen un tomento de tono ligeramente blanco en el envés. El nuevo crecimiento es de color verde lima más pálido y muy atractivo. La floración es en verano. Las grandes espigas florales cilíndricas, las cuales pueden alcanzar hasta 35 cm de alto, son amarillas, con un estilo cremoso. Los "conos" mudan las partes viejas de la flor pronto, así que no tienen la apariencia vellosa de los "conos" de muchas otras especies de Banksia. Los viejos conos son con frecuencia barnizados o cortados y usados en artesanía decorativa.

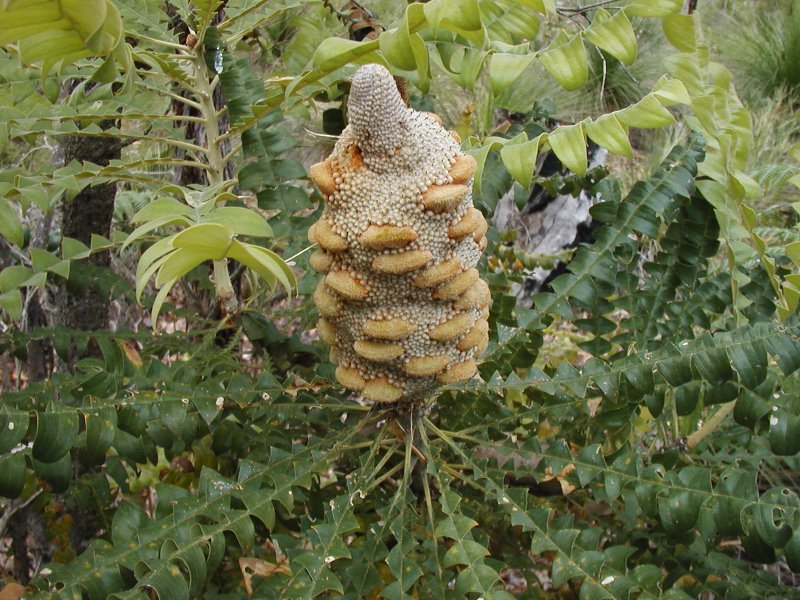
Banksia grandis, desarrollando folículos, con nuevo crecimiento detrás.

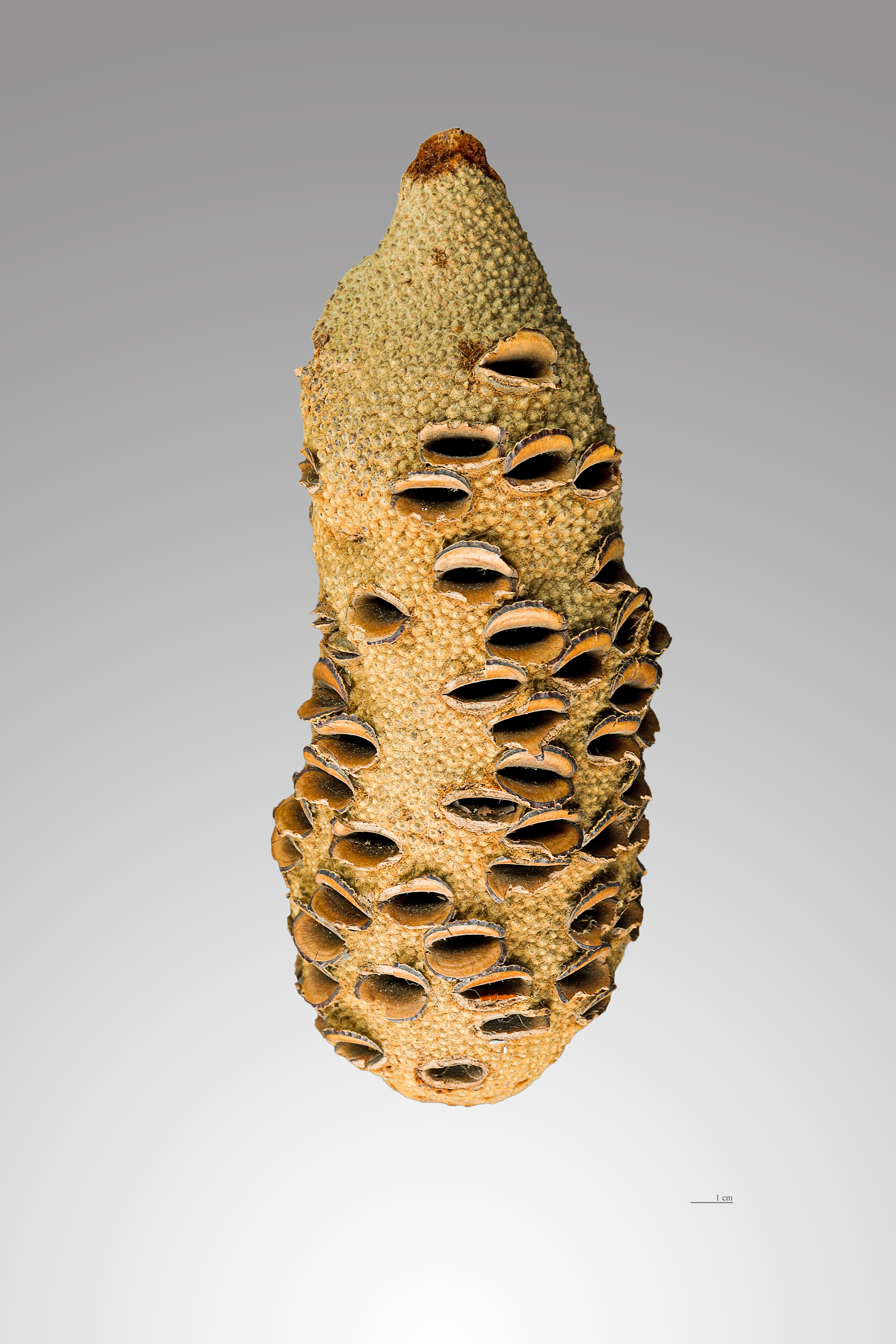
Banksia grandis, folículos abrir.

## Distribución y hábitat
La banksia toro es común en todo el suroeste de Australia Occidental, creciendo desde Jurien (30°17′S) en el norte, al sur hasta Cape Leeuwin (34°22′S) y al este hasta Bremer Bay (34°23′S 119°22′S E).  Se le encuentra tierra adentro hasta Badgedup y Dongolocking Nature Reserve. Es muy común en los suelos lateríticos de los Montes Darling, donde forma un sotobosque en los bosques de jarrah y marri.  Crece en casi todos los suelos de las llanuras costeras arenosas, pero es un poco menos común ahí.
Banksia grandis es un miembro de Banksia ser. Grandes, una serie que contiene solo a B. grandis y la muy cercana especie B. solandri. No se reconocen taxones subespecíficos, ya que muestra poca variación excepto que crece como un arbusto extendido cerca de la costa sur.  Una semilla del sur cultivada en Kings Park retuvo su hábito extendido.
Cultivo
La banksia toro es muy sensible a la Phytophthora cinnamomi (Dieback) y es difícil de cultivar en regiones con humedad en verano. Requiere un suelo arenoso bien drenado.

## Taxonomía
Banksia grandis fue descrita por Carl Ludwig Willdenow y publicado en Species Plantarum. Editio quarta 1(2): 535. 1798.
Etimología
Banksia: nombre genérico que fue otorgado en honor del botánico inglés Sir Joseph Banks, quién colectó el primer espécimen de Banksia en 1770, durante la primera expedición de James Cook.
grandis: epíteto latíno que significa "grande".
Sinonimia
- Sirmuellera grandis Kuntze	[3]